# Hinrich Mählenhoff
Hermann Hinrich Mählenhoff (* 24. Mai 1886 in Adelheide; † 16. März 1971 in Delmenhorst) war ein deutscher Landwirt und Politiker. Er war von 1925 bis 1928 Abgeordneter des Oldenburgischen Landtages.

## Leben
Mählenhoff war beruflich als Landwirt in Adelheide bei Delmenhorst tätig. Im Mai 1925 wurde er in den Oldenburgischen Landtag gewählt, dem er bis 1928 als Mitglied der bürgerlichen Fraktion Landesblock angehörte. Von Juni 1925 bis zum Ende der Legislaturperiode war er Mitglied des Petitionsausschusses.
Hinrich Mählenhoff war verheiratet und hatte vier Kinder.